# 미시마촌 (에히메현 니시우와군)
미시마촌(三島村)은 에히메현 니시우와군에 설치된 촌이다. 